# Chang Chun-ha
Chang Chun-ha (장준하, 張俊 河, 27 de agosto de 1918 en el condado de Uiju - 17 de agosto de 1975 en Uijeongbu, provincia de Gyeonggi) fue un activista por la independencia y la democracia de Corea que más tarde se convirtió en periodista en Corea del Sur.

## Carrera militar
Cuando Corea estaba bajo el dominio japonés, participó en actividades educativas y se unió voluntariamente al ejército japonés llamado Sugada, pero escapó del ejército en 1944 cuando estaba en Suzhou, Jiangsu. Su incorporación al ejército de Sugada fue solo nominalmente voluntaria, ya que fue obligado por el ejército japonés a que los hombres coreanos se unieran al ejército. Luego fue entrenado en la Escuela Central de Oficiales de China y se convirtió en un suboficial en el Ejército Central de China. En 1945, visitó el Ejército de Liberación de Corea ubicado en Suzhou y se unió al ejército desde febrero como oficial comisionado. Mientras servía en el Ejército de Liberación de Corea, participó en actividades con la Oficina de Servicios Estratégicos (OSS; el predecesor de la CIA). En noviembre de 1945, regresó a Corea a través del Gobierno Provisional de la República de Corea.

## Política
Después de regresar a Corea, Chang trabajó como secretario de Kim Koo y participó en la Liga Juvenil Étnica Chosun de Lee Beom-seok. Después del establecimiento de la República de Corea, durante el periodo de la Primera República de Corea del Sur, trabajó para el gobierno como secretario. En 1950, estuvo a cargo de la reforma del espíritu ciudadano en el Ministerio de Educación y Cultura (문교부). En 1952, fue gerente director de la institución de investigación de ideología nacional. También trabajó en dos cargos más en el Ministerio de Educación y Cultura y fundó un periódico llamado Sasangge. Estableció el Premio literario Dong-in en 1956. Desde Sasangge denunció amargamente la administración del Partido Liberal y se convirtió en el fuego inicial de la revolución del 19 de abril de 1960. Después de que se produjera la revolución del 19 de abril, ocupó cargos en el Ministerio de Munkyo durante la Segunda República.
Después del golpe de Estado del 16 de mayo de 1961, se opuso a la conferencia Corea del Sur-Japón y al envío de tropas a la Guerra de Vietnam. Durante las elecciones presidenciales de 1967, hizo un tema de la carrera de Yun Bo-seon en las actividades pro-japonesas y del Partido de los Trabajadores de Corea del Sur de Park Chung-hee. Luego fue enviado a prisión por insultar al presidente Park. Después de salir de prisión, trabajó con Yun Bo-seon y el Nuevo Partido Democrático en el Partido Nacional de Corea.
A partir de 1975, cuando se preparaba para luchar contra la administración de Park Chung-hee, murió misteriosamente en Pocheon, provincia de Gyeonggi. El gobierno de Corea del Sur anunció que la muerte de Chang había sido causada por la pérdida de equilibrio mientras bajaba una montaña. Sin embargo, tras la muerte de Chang, surgieron continuas dudas sobre si se trataba de un homicidio por parte del gobierno de Park. Ante tales dudas, la administración de Park declaró el estado de emergencia nacional y arrestó a cualquiera que mencionara la muerte de Chang Chun-ha. Se ha vuelto a investigar la muerte de Chang Chun-ha, pero aún no se han sacado conclusiones claras.

## Premios
Chang fue el primer coreano en ganar el premio Ramón Magsaysay de periodismo, literatura y artes creativas de la comunicación en 1962.